# Нортън (окръг)
Окръг Нортън (на английски: Norton County) е окръг в щата Канзас, Съединени американски щати. Площта му е 2282 km², а населението - 5664 души. Административен център е град Нортън.